# Вербовский сельский совет (Бережанский район)
Вербовский сельский совет (укр. Вербівська сільська рада) — входит в состав
Бережанского района
Тернопольской области
Украины.
Административный центр сельского совета находится в 
с. Вербов.

## Населённые пункты совета
- с. Вербов